# Autodromo Alè
L'Autodromo Alè est un midibus urbain et interurbain fabriqué par le constructeur italien Autodromo à partir de 1999.

## Histoire
L'histoire de ce véhicule est peu banale. 
Ce midibus a été conçu par le constructeur italien Autodromo qui était géré sous la forme de coopérative ouvrière, comme cela est courant en Italie et surtout en Emilie-Romagne. De son nom complet CAM - Carrozzeria Autodromo Modena, a été créé au lendemain de la Seconde Guerre mondiale à Modène. Ce constructeur s'est depuis toujours fait remarquer pour ses productions avanguardistes. Dès le milieu des années 1980, CAM-Autodromo présentait le premier autobus à plancher ultrabas et plat alors qu'il faudra attendre 1994 pour voir se généraliser cette pratique fort appréciable pour les usagers et même 1995 chez Renault avec l'Agora !
La première génération de ce véhicule est née en 1999, en une seule longueur de 7,50 mètres mais avec deux types de motorisation : diesel MAN AG. et hybride, comprenant la climatisation et une rampe d'accès pour handicapés (PMR).
Une version fonctionnant au GNV devait être présentée en 2003 mais le constructeur CAM-Autodromo, en difficultés financières essentiellement dues à l'arrêt des commandes d'autobus urbains en Italie durant les années 1990, a déposé son bilan et arrêté ses fabrications en 2003.
C'est en 2006 que, consciente du potentiel de ce véhicule, la société Rampini S.p.A. a racheté les droits et licences de fabrication pour reprendre à son compte le développement et la production de ce véhicule novateur.
En 2006, le Rampini Alè 2 est officiellement présenté en une seule longueur de 8,0 mètres, en 3 versions : diesel, électrique sur batteries et Fuel Cell Hydrogène.

## Caractéristiques techniques
Cette 1re génération est apparue en Italie en 1999 sous le nom Autodromo Alè.
|                           | Alè EEV           | Alè EL                               | Alè HY                               |
| ------------------------- | ----------------- | ------------------------------------ | ------------------------------------ |
| Longueur                  | 7 720 mm          | 7 720 mm                             | 7 720 mm                             |
| Largeur                   | 2 200 mm          | 2 200 mm                             | 2 200 mm                             |
| Hauteur                   | 2 345 mm          | 3 050 mm                             | 3 180 mm                             |
| Empattement               | 3 675 mm          | 3 675 mm                             | 3 675 mm                             |
| Porte à faux avant        | 1 700 mm          | 1 700 mm                             | 1 700 mm                             |
| Porte à faux arrière      | 2 345 mm          | 2 345 mm                             | 2 345 mm                             |
| Diamètre de braquage      | 12,6 m            | 12,6 m                               | 12,6 m                               |
| Nombre de portes          | 3 (en option : 2) | 3 (en option : 2)                    | 3 (en option : 2)                    |
| Énergie                   | Diesel            | Batteries                            | Hybride Fuel Cell                    |
| Moteur                    | MAN D0834 LOH60   | Siemens triphasé synchrone 85/150 kW | Siemens triphasé synchrone 85/150 kW |
| Inverter                  | n.v.t.            | Siemens DC-DC/IGBT Mono inverter     | Siemens DC-DC/IGBT Mono inverter     |
| Places assises1           | 8                 | 9                                    | 9                                    |
| Places debout1            | 37                | 33                                   | 33                                   |
| Places fauteuils roulants | 1                 | 1                                    | 1                                    |
| Capacité Totale 2         | 47                | 44                                   | 44                                   |

1 = Selon la disposition et le nombre de portes; 2 = Chauffeur inclus